# Otwarty świat
Otwarty świat, piaskownica lub sandbox – jeden z typów projektowania gier komputerowych. Termin ten służy też do określania gier, w których graczowi jest udostępniany świat, będący do odkrycia w stosunkowo dowolny sposób, bez sztucznych ograniczeń środowiska gry, z możliwością integracji z tym światem i bez liniowości rozgrywki.

## Termin
Termin otwarty świat może być czasem używany zamiennie z piaskownicą. Jednakże otwarty świat opisuje tylko samo środowisko gry, nawiązując do braku sztucznych barier w świecie gry (jak np. niewidzialne ściany czy ekrany ładowania kolejnych poziomów).

## Historia
Za jeden z pierwszych przykładów gier z otwartym światem uważana jest Ultima I, gdzie gracz mógł praktycznie dowolnie poruszać się po świecie gry. Została ona wydana we wrześniu 1980 roku uważana jest za punkt zwrotny w rozwoju gatunku RPG. Kolejną była Elite, która została wydana w 1984 roku i miała wielkość 22 kB, zaś gracz w trakcie rozgrywki miał możliwość latania wieloma statkami kosmicznymi i wykonywania wielu misji czy transakcji handlowych na tysiącach planet. W tej grze jak i w kolejnych grach na przełomie XX i XXI wieku, otwarte światy posiadały zawsze pewne ograniczenia związane z samą rozgrywką.
Pionierską grą, w której zastosowano całkiem nowe rozwiązania, była wydana 1997 gra Grand Theft Auto. Gra ta stała się formą symulacji życia, gdzie całe środowisko jest zintegrowane z głównymi wątkami fabuły na innym poziomie rozgrywki, niż ma to miejsce np. w grach fabularnych. W grach tego rodzaju, opartych na symulacji świata, gracz ma możliwość poruszania się oraz interakcji z otoczeniem w całym środowisku gry (ograniczonym jedynie wielkością mapy) nawet bez rozpoczynania fabularnego wątku, jaki ta gra ma do zaoferowania. Duży nacisk w takiej rozgrywce jest nałożony na samą interakcję z otoczeniem, ona sama już stanowi dla gracza dużą część zabawy. Przykładem może tu być, wspomniana już gra GTA i rozjeżdżanie niewinnych przechodniów bez konkretnego celu.
Typ rozgrywki oparty na otwartym świecie został spopularyzowany w 2009 roku za sprawą gry Minecraft.

## Charakterystyka
Twórcy gier opartych na piaskownicy, są zmuszeni ograniczyć jednak w niektórych miejscach taką rozgrywkę. Gra może stać się w jakimś punkcie liniowa, co może być podyktowane ograniczeniami projektowania, poziomem trudności lub też samą fabułą gry. W zależności od gier gracz posiada również większą lub mniejszą „wolność” poruszania się po świecie. Ponieważ gracz może wykonywać czynności, których projektant gry nie przewidział, fabuła i logika gry jest tworzona w taki sposób, aby nie ograniczać możliwości poznawania świata przez gracza.
Piaskownicami są gry MMO, czyli gry będące z założenia rozrywką dla większej liczby graczy, w których można testować grę na więcej sposobów niż np. w grach wieloosobowych. Miarą określania gry jako piaskownicy i miarą  testowania gry, jest tutaj jedna z form rozgrywki PvP. Jeśli gracze podczas potyczki między sobą, mają możliwość zastosowania np. gankowania, gra taka może otworzyć drogę do większej liczby możliwych wyników. Sytuacja ta, jest tym samym formą eksperymentowania na grze, stwarzając za każdym razem nowe możliwości rozegrania danej potyczki. Gankowanie tutaj pozwala wyjść poza normy standardowej rozgrywki PvP, którą są np. potyczki graczy będących na zbliżonym poziomie doświadczenia.